# Keith Holmes
Keith Pickett Holmes (ur. 30 marca 1969 w Waszyngtonie) – amerykański bokser zawodowy, dwukrotny mistrz świata federacji WBC w wadze średniej.
Swoją karierę rozpoczął w 1989 roku od zwycięstwa nad Kilpatrickiem Mitchellem. Po siedmiu pierwszych wygranych pojedynkach, przegrał na punkty z Ronaldem Hammondem. Następnie zaliczył serię zwycięskich pojedynków, co spowodowało iż w 1996 roku zmierzył się w pojedynku o mistrzostwo świata wagi średniej z Quincy Taylorem. Pojedynek zakończył się zwycięstwem Holmesa przez techniczny nokaut w 9 rundzie. Udało mu się dwukrotnie obronić mistrzowski tytuł. W trzeciej obronie pasa mistrzowskiego, Holmes przegrał z Hacine Cherifim na punkty. Tytuł odzyskał w 1999 roku, rewanżując się Cherifiemu. Ponownie dwukrotnie udało mu się obronić tytuł, po czym w 2001 roku przystąpił do pojedynku unifikacyjnego z Bernardem Hopkinsem. Holmes przegrał pojedynek jednogłośnie na punkty. Pod koniec swojej kariery stoczył on jeszcze siedem pojedynków, spośród których wygrał pięć.